# Ледников период
Ледниковият период е дълъг период на понижение на температурата на повърхността и атмосферата на Земята, който води до разширяването на континенталните и полярните ледници. Земята е в кватернерния ледников период, започнал преди около 2,58 милиона години. Отделните вълни от захлаждане на климата се наричат ледникови епохи, а топлите период между тях се наричат междуледникови епохи, като и двете климатични вълни са част от кватернер и другите периоди от земната история.
С терминология на глациологията, ледников период внушава наличието на обширни ледени слоеве както в северното, така и в южното полукълбо. Използвайки това определение, може да се заключи, че се намираме в междуледникова епоха – холоцен. Количеството газове, улавящи топлина, които се изпускат в океаните и атмосферата на Земята, биха предотвратили следващата ледникова епоха, която иначе би започнала след около 50 000 години.

## Произход на теорията
През 1742 г. Пиер Мартел (1706 – 1767), инженер и географ, живеещ в Женева, посещава долината на Шамони в Савойските Алпи. Две години по-късно той публикува сведения от пътешествието си. Той докладва, че жителите на долината приписват разпръсването на ератическите валуни на ледниците, казвайки, че те някога са се разпростирали по-надалеч. По-късно подобни обяснения са докладвани от други райони в Алпите. През 1815 г. дърводелецът и ловец на диви кози Жан-Пиер Пероден (1767 – 1858) обяснява ератическите валуни в Швейцария като резултат от ледници, които преди са се разпростирали по-надалеч. Неизвестен дървар споделя същата идея в дискусия с геолога Жан дьо Шарпантие (1786 – 1855) през 1834 г. Подобни идеи се срещат и в западната част на Швейцария, в научните трудове на Гьоте и в други части на света. Когато баварският натуралист Ернст фон Бибра (1806 – 1878) посещава Чилийските Анди през 1849 – 1850 г., местните жители приписват морените на историческото движение на ледниците.
Междувременно европейски учени вече са започнали да се питат какво е причинило разпръсването на ератически материал. От средата на 18 век се дискутира ледът като начин за транспорт. Шведският експерт по рудодобив Даниел Тилас (1712 – 1772) става през 1742 г. първият човек, предложил носенето на морските ледове, за да обясни наличието на ератически валуни в Скандинавия и Прибалтика. През 1795 г. шотландският философ и натуралист Джеймс Хътън (1726 – 1797) обяснява ератическите валуни в Алпите чрез действието на ледниците. Две десетилетия по-късно, през 1818 г., шведският ботаник Йоран Валенберг (1780 – 1851) публикува теорията си относно глациацията на Скандинавския полуостров. Той разглежда глациацията като регионален феномен.
Няколко години по-късно Йенс Есмарк (1762 – 1839) заявява последователността на световните ледникови епохи. В труд от 1824 г. Есмарк предлага, че промените в климата са довели до тези заледявания. Той се опитва да покаже, че те произлизат от промени в земната орбита. През следващите години идеите на Есмарк се дискутират и се изучават от шведски, шотландски и германски учени. В Единбургския университет Робърт Джеймсън (1774 – 1854) се оказва относително отворен към идеите на Есмарк. Бележките на Джеймсън относно древните ледници в Шотландия най-вероятно са били подбудени от Есмарк. В Германия, Албрехт Бернхарди (1797 – 1849), геолог и професор по лесовъдство, приема теорията на Есмарк. В труд, публикуван през 1832 г., Бернхарди спекулира относно бившите ледени шапки, които са достигали чак до умерените климатични зони на планетата.
През 1829 г., независимо, шведският строителен инженер Игнац Венец (1788 – 1859) обяснява разхвърляните ератически валуни в Алпите, близо до Юра, като резултат от големи ледници. Когато прочита труда си пред Швейцарската академия по природни науки, повечето учени остават скептични. Накрая Венец успява да убеди приятеля си Жан дьо Шарпантие. Шарпантие преобразува идеята на Венец в теория с ледникова дейност, ограничена от Алпите. През 1834 г. Шарпантие представя труда си пред Швейцарската академия по природни науки. Междувременно, немският ботаник Карл Фридрих Шимпер (1803 – 1867) изучава мъховете, растящи върху ератическите валуни в алпийските райони на Бавария. Той започва да се чуди откъде са дошли тези камъни. През лятото на 1835 г. той потегля на екскурзия в Баварските Алпи. Той стига до заключението, че ледът следва да е бил начинът за транспортиране на камъните в Алпите. Шимпер счита, че трябва в миналото да е имало времена на глобално унищожение със студен климат и заледяване. В началото на 1837 г. Шимпер въвежда термина „ледникова епоха“ (Eiszeit) за периода на ледниците. Повечето учени по това време обаче се противопоставят на теорията, тъй като тогава масово се е смятало, че Земята постепенно се охлажда след образуването си като разтопено кълбо.
Нужни са няколко десетилетия, докато теорията на ледниковите периоди се приеме от научните среди. Това се случва в международен мащаб през втората половина на 1870-те години, когато се появяват достоверни обяснения за причините за ледниковите периоди.

## Доказателства за ледниковите периоди
Съществуват три основни типа доказателства за ледените периоди: геологически, химични и палеонтологични.
Геологическите доказателства за ледниковите периоди се намират под различни форми, включително разкриването на скалите, ледниковите морени, друмлини, разрязвания на долините и отлагането на валунна глина и други. Последователните заледявания често разрушават геологическите доказателства, което води до затруднение на интерпретациите. Освен това тези доказателства са трудни за датиране с прецизност. Ранните теории приемат, че заледяванията са краткотрайно в сравнение с дългите междуледникови периоди. Появата на седименти и ледени ядра разкрива действителната ситуация – ледниковите периоди са дълги, а междуледниковите периоди са по-кратки. Минава известно време, преди настоящата теория да се утвърди.
Химичните доказателства представляват главно изменения в съотношенията на изотопите във вкаменелостите, намирани в седиментни скали и океански седименти. За най-скорошните ледникови периоди ледените ядра предоставят климатични данни от леда си и атмосферни проби от включените мехурчета с въздух. Тъй като водата, съдържаща по-тежки изотопи, има по-висока специфична топлина на изпарение, нейната пропорция намалява при по-студени условия. Това позволява да се водят записи на температурите.
Палеонтологичните доказателства представляват промени в географското разпределението на вкаменелостите. По време на ледников период, организмите, адаптирани към студа, се разпространяват към по-малките географски ширини, а топлолюбивите организми измират или се струпват при по-малките географски ширини. Този тип доказателства са труднодоказуеми, тъй като са нужни: (1) последователности от седименти, покриващи голям период от време, в обширните граници на географските ширини, (2) древни организми, които са оцелели в продължение на милиони години без промени и чиито температурни предпочитания са лесно откриваеми, и (3) намирането на релевантните вкаменелости.
Въпреки трудностите, анализите на ледените ядра и океанските седименти показват периоди на заледяване и такива между тях през последните няколко милиона години. Те потвърждават и връзката между ледниковите периоди и феномените на континенталната кора, като например морените, друмлините и ератическите валуни. Следователно, тези феномени се приемат за солидно доказателство за по-ранни ледникови периоди, когато се намерят сред слоеве, създадени по-рано от ледените ядра и океанските седименти.

## Големи ледникови периоди
В хода на историята на Земята е имало поне пет големи ледникови периода (Хуронско заледяване, криоген, Андско-Сахарско заледяване, заледяване Кару и последното Кватернерно заледяване). С изключение на тези периоди, Земята е била без ледено покритие, дори и при по-големите географски ширини.
Скали от най-ранния установен ледников период, Хуронския, са се образували преди 2,4 – 2,1 милиарда години по време на протерозой. Няколко хиляди километра геоложки образувания са разкрити на 10 – 100 km северно от северния бряг на езерото Хюрън. Свързани с тях хуронски залежи са намерени и близо до Маркет (Мичиган), които са свързани с палеопротерозойските ледникови наноси от Западна Австралия. Хуронското заледяване е причинено от отстраняването на атмосферния метан (парников газ) по време на Кислородната катастрофа.
Следващият добре документиран ледников период и вероятно най-тежкият през последните милиард години настъпва преди 720 – 630 милиона години (криоген) и е възможно да е предизвикал Земя-снежна топка, при която ледената покривка е достигала екватора. Вероятно е спрял след натрупването на парникови газове като CO2, натрупван от вулканите. Наличието на лед на континентите и плаващ лед в океаните би възпрепятствал както силикатното изветряне, така и фотосинтезата, които са главните оттоци за CO2. Смята се, че краят на този ледников период е отговорен за последвалите едиакарий и Камбрийски взрив, макар този модел да е скорошен и все още не е утвърден.
Андско-Сахарското заледяване настъпва преди 460 – 420 милиона години, по време на късен ордовик и силур.
Еволюирането на растенията на сушата и настъпването на девон предизвикват дълготрайно увеличение на кислорода на планетата и спад в нивата на CO2, което довежда до заледяването Кару. По това време има обширни ледени шапки на интервали преди около 360 – 260 милиона години в Южна Африка по време на карбон и перм. Периодът е кръстен на региона Кару в Южна Африка. Сродни доказателства са намерени и в Аржентина.
Кватернерното заледяване започва преди около 2,58 милиона години в началото на кватернер, когато започва разпространение на ледовете в северното полукълбо. От тогава на Земята настъпват цикли на заледяване, ледените покривки на които напредват и отстъпват на 40 000- и 100 000-годишни времеви скали, наречени ледникови епохи и междуледникови епохи. В днешно време Земята се намира в междуледников период, като последната ледникова епоха е завършила преди около 10 000 години. Това, което е останало от континенталната ледена покривка, са Грендландия и Антарктическия леден щит, както и отделни малки ледници, като например тези на Бафинова земя.
Дефиницията на кватернер като започващ преди 2,58 милиона години се основава на образуването на ледена шапка на Северния полюс. Ледовете на Южния полюс вече са започнали да се образуват от по-рано, преди около 34 милиона години, в средата на неозой.
Ледниковите епохи могат допълнително да се разделят по място и време. Например, наименованията Рис (преди 180 000 – 130 000 г.) и Вюрм (преди 70 000 – 10 000 г.) се отнасят специално за ледниците в Алпийския район. Максималният обхват на ледовете не се поддържа през целия интервал. Измиващото действие на всеки ледник премахва повечето от доказателствата от предишните заледявания почти напълно, освен в райони, при които по-късният лед не достига пълното покритие на този преди него.

## Ледникови и междуледникови периоди
В рамките на ледниковите епохи настъпват както по-умерени, така и по-крайни периоди. По-студените периоди се наричат ледникови, а по-топлите – междуледникови. Ледниковите епохи се характеризират от по-хладен и по-сух климат на Земята, а големи ледени маси на сушата и в морето се разпространяват навън от полюсите. Планинските ледници в иначе незаледени области се разпростират към по-ниските части, поради по-ниската снежна линия. Нивото на световния океан спада, вследствие премахването на голям обем вода, който вече се намира над морското равнище под формата на ледени шапки. Съществуват доказателства, че моделите на движение на океанската вода се променят при заледяване. Тъй като Земята има значително континентално заледяване само около полюсите, днес се намираме в ледников минимум (междуледникова епоха). Понякога ледниковите и междуледниковите епохи могат да съвпаднат с промени в земната орбита, наречени цикли на Миланкович, които допълнително влияят на климата.
Земята се намира в междуледников период, известен като холоцен, от около 11 700 години, а статия в Nature от 2004 г. твърди, че този период е възможно да е аналогичен на предходен такъв, който продължава 28 000 години. Предсказаните промени в наклона на земната ос говорят, че следващият ледников период би настъпил след около 50 000 години, вследствие на циклите на Миланкович. Освен това антропогенното въздействие чрез парникови газове вероятно ще нахвърля ефектите, предизвикани от циклите на Миланкович, в продължение на хиляди години.

## Причини
Причините за ледниковите периоди не са напълно разбрани както за едромащабните ледникови периоди, така и за малките междуледникови епохи през ледниковите периоди. Консенсусът е, че няколко фактора са важни: атмосферният състав (концентрации на въглероден диоксид и метан), промените в земната орбита около Слънцето (цикли на Миланкович), движението на тектонските плочи, вариации в слънчевото излъчване, орбиталните динамики на системата Земя-Луна, влиянието на относително големи метеорити и вулканизъм (изригвания на супервулкани).
Някои от тези фактори си влияят взаимно. Например, промени в атмосферния състав на Земята (особено концентрациите на парниковите газове) могат да доведат до изменение на климата, докато това изменение на климата от своя страна може да промени атмосферния състав (например, променяйки скоростта, с която изветрянето премахва CO2).
Някои учени предполагат, че Тибетското плато и Колорадското плато са огромни „сифони“ за CO2, с капацитет да премахнат достатъчно CO2 от атмосферата, за да бъдат значителен фактор за захлаждане от 40 милиона години през неозой. Те също така твърдят, че приблизително половината от надигането им е възникнало през последните 10 милиона години.

## Последствия
Въпреки че последната ледникова епоха е свършила преди повече от 8000 години, последиците от нея могат да се усетят и днес. Например, движението на леда е издълбало пейзажа на Канада, Гренландия, Северна Евразия и Антарктида. Ератическите валуни, друмлини, ози, фиорди, морени, циркуси и карлинги са все характерни форми, оставяни от ледниците.
Тежестта на ледената покривка е толкова голяма, че тя е деформирала кората и мантията на Земята. След като ледовете се разтопят, сушата под тях „отскача“ нагоре (глациоизостазия). Поради големия вискозитет на земната мантия, потокът от мантийни скали, който контролира процеса на отскачане, е много бавен – от порядъка на 1 cm годишно близо до центъра на отскачащата област.
По време на последното заледяване, водата от океаните заема формата на лед при големите географски ширини, при което световното морско равнище спада с около 110 m, оголвайки континенталните шелфове и образувайки мостове между масите суша, през които мигрират животните. По време на деглациацията, разтопената вода от ледовете се връща в океаните, причинявайки повишение в морското равнище. Този процес може да доведе до внезапна промяна в бреговата линия и хидратиране на системи, потапяйки нови райони под вода, до рухване на глациални езера, създавайки нови области със сладка вода, и до обща промяна в регионалните климатични модели. Възможно е дори възникването на повторна глациация. Този хаотичен модел на бързо променяща се суша, лед и вода е предложен като вероятно обяснение за районите на Прибалтика и Скандинавия, както и за голяма част от Северна Америка, към края на последния ледников максимум, докато днешните брегови линии са се образували през последните няколко хилядолетия. Също така влиянието на издигането на Скандинавия потапя голяма континентална равнина, съществувала под днешното Северно море и свързвала Британските острови с континентална Европа.
Преразпределението на водата на повърхността на Земята и потокът на мантийните скали водят до промени в земното гравитационно поле, както и до промени в разпределението на масовия инерционен момент на планетата. Тези промени от своя страна водят до промени в ъгловата скорост и колебания във въртенето на Земята около оста си.
Тежестта на преразпределението на масите на повърхността води до напрежение и огъване на литосферата. Наличието на ледници по принцип потиска движението на разломите под тях. По време на деглациация, разломите претърпяват ускорение на приплъзването на тектонските плочи, при което възникват земетресения. Земетресенията, задействани близо до границата с леда, могат от своят страна да ускорят разпадането на ледовете. Колкото повече лед се премахва от границата, толкова повече земетресения се предизвикват, като тази положителна обратна връзка може да обясни бързото срутване на ледената покривка.
В Европа, ледниковата ерозия и изостатичното потъване от тежестта на ледовете довеждат до образуването на Балтийско море, което преди ледниковата епоха е суша с водосборен басейн река Еридан.